# Loher und Maller
Loher und Maller ist eine von vier Prosaübersetzungen französischer chansons de geste, die Elisabeth von Lothringen um 1437 fertigte.

## Inhalt
In dem Prosaepos „Loher und Maller“ geht es um Intrigen, Verrat, Kämpfe und vor allem auch um Freundschaft. Loher ist der Sohn von Karl dem Großen von Frankreich und der jüngere Bruder von Ludwig. Sein Freund Maller ist der Sohn von König Galien und Rosemonde. Der Text lässt sich in zwei Teile einteilen.
In dem ersten Teil wird Loher zu Beginn wegen seiner zahlreichen romantischen Affären am Hof von seinem Vater für sieben Jahre vom Hof verbannt. Sein Freund Maller erklärt sich sofort bereit, ihn zu begleiten. So gelangen sie nach Konstantinopel an den Hof von König Orscher. Dort erwartet Loher und Maller ein Kampf gegen die Andersgläubigen, die König Orscher belagern. Da Loher so erfolgreich bei diesem Kampf war, bekommt er die Erlaubnis von König Orscher, seine Tochter Zomerin zu heiraten und der zukünftige König Konstantinopels zu werden. Als Loher später in Rom für den Papst gegen Andersgläubige kämpft, stirbt seine Frau Zormerin bei der Geburt ihres gemeinsamen Sohnes Marphone. Bei diesen Kämpfen begegnet Loher zudem seinem Bruder Ludwig, der sich nach dem Tod von König Karl als König von Frankreich krönen ließ. Dadurch entsteht ein Erbstreit zwischen den beiden Brüdern, den der Papst regelt, indem er Loher zum Kaiser von Rom ernennt, was Ludwig zunächst befürwortet. Jedoch wird Ludwig von seinen Räten umgestimmt, weswegen Loher heimtückisch kastriert wird. Allerdings wissen die Räte nicht, dass Loher einen Sohn hat, und nach ein paar Jahren kommt es zum Krieg zwischen Ludwig und Loher, da Loher sich bei den Räten rächen möchte. Bei diesem Krieg kämpft zudem sein Sohn Marphone mit. Nach dem Sieg kehrt Maller dem Leben als Krieger den Rücken und entschließt sich, als Einsiedler zu leben. Als Loher nichts mehr von Maller hört, kehrt er nach einer langen suche nach Rom zurück und trauert um seinen Freund Maller. Als Maller nach einiger Zeit in Rom
auftaucht, bringt Loher ihn aus Versehen um, da er ihn nicht erkennt. Anschließend erklären Mallers Verwandte sowohl Loher als auch Ludwig den Krieg. Diesen Krieg kann Loher ebenfalls siegreich mit der Hilfe von Maorphone beenden.
Im zweiten Teil geht es um die Auseinandersetzung zwischen Ludwig und seinem Neffen Isenbart, der zuvor für Loher gekämpft hat. Diese Auseinandersetzung entsteht, da Ludwig Isenbarts Schwester mit einem Nachkommen des Mannes verheiraten will, der für Lohers Kastration verantwortlich war. Isenbart stimmt der Hochzeit seiner Schwester deshalb nicht zu und wird aus allen Ländern der Christenheit verbannt. Deshalb flüchtet er in die Herrschaftsgebiete der Andersgläubigen, wo er wie Loher Rum und Ehre erlangt. Außerdem heiratet er dort die andersgläubige Königstochter Margelij und konvertiert zu ihrem Glauben. Anschließend zieht Isenbart mit seinem Schwiegervater König Gorman gegen seinen Onkel König Ludwig in den Krieg. Diesen Krieg gewinnt König Ludwig, da Isenbart, Gorman und Ludeman getötet und die Andersgläubigen zur Flucht gezwungen werden. Jedoch stirbt auch Ludwig an den Folgen des Kriegs, da der Kampf körperlich sehr anstrengend für ihn war und die Räte ihn zudem vergiftet
haben. Der Text endet mit dem Tod von Ludwig, wobei auch die karolingische Dynastie zu Ende geht, da Ludwig keinen Erben hinterlässt. Der Text endet mit einem kurzen Ausblick auf den „Huge Scheppel“, dem erzählchronologisch folgenden Saarbrücker Prosaepos.

## Forschungsgeschichte
Die aktuellen Forschungsbeiträge zum Prosaepos „Loher und Maller“ sind überschaubar und geben einen Einblick in die Themenfelder, die in der Handlung des Werkes behandelt werden. Eine Bibliographieliste ist auf dem Elisabethportal zu finden. Dieses gehört zur Edition des „Loher und Maller“ dazu und wird regelmäßig aktualisiert. Die weiterführenden Links helfen dabei, auf die „Loher und Maller“ Seite zu gelangen. Zum einen ist eine kurze Zusammenfassung veröffentlicht, zum anderen werden nützliche Links zu den Handschriften und Downloads zur Forschungsliteratur angezeigt. Neben der Sekundärliteratur ist vor allem auf die kritische Edition zu verweisen, die neben der reinen Textgrundlage und dem kritischen Apparat Informationen zur Entstehungsgeschichte liefert. Die Forschung setzt zudem einen Schwerpunkt auf das in „Loher und Maller“ vielfach verhandelte Thema „Gewalt“, beispielsweise in der kriegerischen Auseinandersetzung zwischen Christen und Andersgläubigen, im Bruderkonflikt zwischen Loher und Ludwig oder in der Fehde zwischen Loher und Otte. Neben der Gewalt wird der Freundschaft zwischen Loher und Maller, die nach der Ermordung Mallers in dieser Form nicht weiter existieren kann, eine bedeutende Rolle innerhalb der Erzählung zugewiesen. Damit setzt sich vor allem Anne Katrin Federow in
ihrem Artikel „Freundschaft zwischen narrativer Ausformung und sprichwörtlicher Rede“ auseinander. Ein weiteres Themenfeld ist die Identitätsverschleierung der einzelnen Figuren, die beispielsweise dazu führt, dass Loher seinen Freund Maller unwissentlich tötet oder Loher als Pilger verkleidet seine Ehefrau Zormerin rettet. Zu einigen Forschungsbeiträgen wurden
zudem Rezensionen verfasst, die eine kritische Besprechung einer wissenschaftlichen Veröffentlichung darstellen und gleichzeitig einen Einblick in die Forschungskontroversen
geben.

## Handschriften und Drucke
Das Werk Loher und Maller wurde mehrfach in verschiedenen Drucken und Handschriften erneut herausgegeben. Die früheste Ausgabe befindet sich in der Hamburger Staats- und Universitätsbibliothek, die auf das Jahr 1456 datiert wird. Weitere Handschriften lassen sich an unterschiedlichen Orten wiederfinden, wie Heidelberg, Köln oder Wien.
Der erste Druck entstand im Jahr 1514 in Straßburg durch Grüninger und erhielt den Titel „Ein schöne warhaftige hy//story von Keiser Karolus sun genant Loher“. Es entstanden weitere Drucke bis in das Jahr 1805. Der Titel änderte sich von Druck zu Druck. Überwiegend entstanden die Drucke in Frankfurt am Main.
| H  | Hamburg, Staats- und Universitätsbibliothek, Cod. 11 in scrino, 143 Blätter (illustriert), um 1456, rheinfrk.      |
| He | Heidelberg, Universitätsbibliothek, Heid. Hs. 1012 (olim Ashburn Place, Cod. 486), Bl. 24 r - 248 v , datiert 1463 |
| Kr | Krivoklát (Pürglitz), Burgbibliothek, I a 3, 143 Blätter, datiert 1482                                             |
| K  | Köln, Historisches Archiv, Cod. W 337, Bl. 1 r -149 r , um 1486, mittelfrk.                                        |
| W  | Wien, Österreichische Nationalbibliothek, Cod. 2816, 174 Blätter (illustriert), datiert 1493.                      |
| d  | Straßburg, Grüninger 1514: 'Ein schöne warhaftige hy//story von Keiser Karolus sun genant Loher.                   |

| Frankfurt, Weigland Han [um 1561]: 'Von Keiser Loher / vnd Koenig Maller.                                                                          |
| Frankfurt, Weigand Hans Erben 1567: 'Von Keiser Loher / vnd // Koenig Maller.'                                                                     |
| Leipzig, Nicol und Christoff Nerlich 1613/14: 'Eine schoene warhafftige Geschicht: // Von Keyser Loher // eines Koeniges Sohn aus // Franckreich.' |
| Frankfurt a. M., Friedrich Willmans 1805: 'Loher und Maller // eine // Rittergeschichte // Aus einer ungedruckten Handschrift.'                    |